# Neptosternus rotroui
Neptosternus rotroui är en skalbaggsart som först beskrevs av Maurice Pic 1924.  Neptosternus rotroui ingår i släktet Neptosternus och familjen dykare. Inga underarter finns listade i Catalogue of Life.